# Morane-Saulnier I
Morane-Saulnier I – francuski samolot myśliwski z okresu I wojny światowej.

## Historia
Morane-Saulnier I był kolejną wersją z rodziny francuskich jednopłatowców konstrukcji firmy Aéroplanes Morane-Saulnier. Samolot ten był niemal identyczny z poprzednikiem  - Morane-Saulnier N (pierwotnie nosił zresztą oznaczenie Nbis) - różnił się nieznacznie wymiarami, zastosowano w nim mocniejszy silnik i wyposażono w „prawdziwy” synchronizator karabinu maszynowego (poprzednie wersje myśliwców Morane-Saulnier miały bowiem dość prymitywne rozwiązanie problemu strzelania przez śmigło: zwężenie łopat śmigła w miejscach narażonych na przestrzelenie i użycie stalowych klinów odbijających pociski, co mimo praktycznej skuteczności prowadziło do szybkiego zużycia wału silnika).

## Opis konstrukcji
Był to jednomiejscowy jednopłat konstrukcji mieszanej. Kadłub stanowiła drewniana kratownica oprofilowana listwami (które nadawały kadłubowi owalny przekrój), kryty w większości płótnem (jedynie przód samolotu i osłona silnika wykonana była z duralu). Długość samolotu wynosiła 5,81 metra, a rozpiętość skrzydeł – 8,24 metra. Skrzydła również konstrukcji drewnianej, wzmocnione linkami stalowymi umocowanymi do kozłów pod i nad kadłubem. Powierzchnia nośna wynosiła 11 m². Brak lotek, usterzenie poziome płytowe. Wysokość samolotu wynosiła 2,5 metra. Masa pustego płatowca wynosiła 334 kg, zaś masa startowa – 510 kg. Śmigło dwułopatowe, drewniane, z dużym kołpakiem. Napęd stanowił 9-cylindrowy silnik rotacyjny Le Rhône 9J o mocy 81 kW (110 KM). Prędkość maksymalna samolotu na wysokości 0 wynosiła 164 km/h. Długotrwałość lotu wynosiła 1 godzinę i 45 minut. Pułap wynosił 4000 metrów, zaś wysokość 2000 metrów samolot osiągał w czasie 6 minut i 40 sekund.
Uzbrojenie stanowił karabin maszynowy Lewis lub karabin maszynowy Vickers kal. 7,7 mm zapasem 250 naboi umieszczony na grzbiecie kadłuba, synchronizator systemu Alkan.

## Użycie w lotnictwie
Myśliwce Morane-Saulnier I prócz lotnictwa francuskiego używała także Wielka Brytania (4 sztuki) oraz Rosja, która wobec własnej niemocy produkcyjnej importowała większość samolotów z Francji (11 sztuk tych maszyn brało udział w walkach na froncie południowym jeszcze w połowie 1917 roku). Część rosyjskich maszyn zamiast kół posiadała narty, co umożliwiało użycie samolotów w okresie zimy 1916/1917 roku.